# Mario Salieri
Mario Salieri (ur. 29 listopada 1957 w Neapolu) – włoski reżyser, producent i scenarzysta filmów pornograficznych. 
Swój pseudonim artystyczny przyjął od włosko-austriackiego kompozytora Antoniego Salieri, antagonisty filmu Miloša Formana Amadeusz (1984). 
Jego filmy wyróżniają się staranną inscenizacją, dobrym oświetleniem i staranną scenografią, a także scenariuszami z rozbudowaną fabułą. W swoich filmach ukazuje chorobliwą atmosferę bez dużych kamer, na ogół przy słabym oświetleniu. Mimo ofert realizacji filmów głównego nurtu wolał pozostać związany z kinem X. 

## Wczesne lata
Urodził się w Neapolu w rodzinie z klasy średniej jako syn Eddy i Nicoli Altieriego, sprzedawcy samochodów. Jako dziecko spędzał wakacje w Ischia. Uczęszczał do Akademii Sztuk Pięknych w Neapolu. Szkoła ta była siedzibą wielu członków skrajnej lewicy i czołowych postaci grupy terrorystycznej Zbrojnej Jednostki Proletariatu. Na początku lat siedemdziesiątych Włochy przeżywały dramatyczny okres z powodu skrajnej dialektyki politycznej, która przekształca się w przemoc uliczną, walkę zbrojną i akty terroryzmu. Wbrew sobie, Mario Salieri był zaangażowany, podobnie jak wielu jego rówieśników, w życie polityczne podyktowane bardziej modą niż prawdziwym przekonaniem ideologicznym. W tym okresie dochodziło do licznych starć fizycznych między grupami przeciwstawnych frakcji, często charakteryzujących się brutalną przemocą, która w wielu przypadkach kończyła się dokonywaniem brutalnych morderstw. Te lata wyznaczyły jego okres dojrzewania i zmieniły ze spokojnego chłopca w niespokojną i gwałtowną osobowość. Odbył półtoraroczną służbę wojskową w Marina Militare. Po krótkim okresie szkolenia rekrutów w Tarencie i dwóch miesiącach ćwiczeń wojskowych w Aulla (Strategic Defense Initiative), Mario został przeniesiony do koszar Grazioli Lante w Rzymie i wstąpił do korpusu służby reprezentacyjnej (CSR), znanego z surowej dyscypliny i zjawiska bardzo powszechnego w tamtych czasach w koszarach - otrzęsin. Na Kwirynale, w Senacie i Placu Weneckim w Rzymie doznał wyczerpujących treningów i zmian wartowniczych, gdzie dochodziło wiele aktów zastraszania rekrutów przez osoby starsze. Wkrótce Mario Salieri zaczął przejawiać akty niesubordynacji, które najpierw prowadziły go do spędzania krótkich okresów w więzieniach wojskowych, a później determinowały jego karne przeniesienie do koszar Duca Degli Abruzzi w La Spezia. W 1979 otworzył mały salon samochodowy w dzielnicy Vomero w Neapolu.

## Kariera
Swoją pasję do kina pornograficznego odkrył dzięki sekwencji ujęć w filmie Justa Jaeckina Emmanuelle (1974). Był sprzedawcą taśm wideo, zanim otworzył sex shop w Pradze, gdzie kręcił pierwsze filmy amatorskie. W 1982 w Neapolu założył firmę produkcyjno–dystrybucyjną 999 Black & Blue Productions i oficjalnie zapoczątkował swoją karierę w przemyśle pornograficznym. W 1983 we współpracy z holenderskimi przyjaciółmi wyprodukował filmy amatorskie nakręcone w Amsterdamie z zamiarem dystrybucji ich jako produktu włoskiego. Jego pierwsze cztery filmy zostały chłodno przyjęte, podczas gdy europejski rynek porno był przepełniony niemieckimi i francuskimi produkcjami. W 1984 Salieri wyjechał do Paryża, by zasięgnąć rady Gabriela Pontella, francuskiego aktora, producenta i reżysera filmów porno, które odniosły wielki sukces międzynarodowy. 
„Na moje kino duży wpływ ma neorealizm, gatunek ćwiczony na początku przez dwóch wielkich mistrzów: Federico Felliniego i Luchino Viscontiego. Emocjonalne przeżycie erotyzmu nie ma wiele miejsca w pornografii i staram się je przywrócić poprzez scenerię, atmosferę i muzykę, która ma wyraźny cel pobudzania wyobraźni widza. Moja praca zawsze była zorientowana w tym sensie i w 1997 stworzyłem trylogię czarno-białą (Stupri Gallery, Voyeur Gallery i Usura Gallery) z przekonaniem, że odejmowanie koloru motywuje do bardziej mózgowej wizji filmu. Ekonomiczny rezultat tych prac był druzgocący, ale na poparcie mojej tezy włoskie stowarzyszenie andrologiczne wybrało te filmy, aby skłonić pacjentów do wzwodu, który jest niezbędny do wykonania USG prącia”.
W willi położonej na wyspie Ischia realizował filmy: Wakacje w Capri (Capri Vacation, 1986) z Gabrielem Pontello i Napoli Sex (1987). W obsadzie znalazł się Rocco Daryl Tano Jr., który po kilku dniach opuścił paryską pizzerię, gdzie pracował jako kelner. Tematem jego czteroczęściowego filmu Vietnam Store (1988) była wojna wietnamska. Po Inside Napoli (1989) z Moaną Pozzi i trylogii Podróż w czasie (Viaggio nel Tempo, 1991), jego kolejna produkcja Arabika (1992) z udziałem Rona Jeremy’ego została nagrodzona Hot D’Or jako najlepszy film europejski w 1993 na festiwalu w Cannes. 
„Jestem rzemieślnikiem, zmuszonym do radzenia sobie z absurdalnymi regułami rynkowymi dyktowanymi przez przemysł pornograficzny. Moim głównym celem jest kręcenie filmów, które są niekonwencjonalne i mocno kontrastujące z klasycznymi wzorcami audiowizualnej pornografii. Jestem tylko małym rzemieślnikiem, wykastrowanym niemożliwością kręcenie filmów w tym kraju i moje realizacje to filmy masturbacyjne”.
W swoich pierwszych filmach wyróżniał się aktualnością i oryginalnością swoich scenariuszy, szukając także rozpoznawalnej scenerii dla włoskiej publiczności, która byłaby utożsamiana z jego filmami. Od początku lat 90. wyprodukował wiele tytułów, m.in. z aktorkami porno takimi jak Anita Dark, Anita Blond, Nikki Anderson czy Karen Lancaume. Został właścicielem studia filmowego Salieri Productions. Często obsadzał w wielu rolach czołowych aktorów porno takich jak Zara Whites, Selen, Monica Rocafforte, Bambola, Erica Bella, Jean-Pierre Armand, Horst Baron, Christoph Clark, Francesco Malcom, Zenza Raggi, Ron Jeremy, Ramón Nomar, Roberto Malone, Hakan Serbes, Rocco Siffredi, Mugur czy Steve Holmes.
Przed dwa lata trwały procesy sądowe w Neapolu i śledztwo w sprawie stowarzyszenia Camorra, zanim w 1999 Salieri został oczyszczony z zarzutów.
Jego Konfesjonał (Il Confessionale, 1998) z Francesco Malcomem był skandalem dla Kościoła rzymskokatolickiego, ponieważ został nakręcony w konsekrowaneym miejscu, w kościele wynajętym przez podpisaniem formalnej umowy z proboszczem, ks. Paolo Ferrinim, w Gioia dei Marsi, w prowincji L’Aquila w Abruzji. Proboszcz powiedział dziennikarzom, że ekipa filmowa powiedziała mu, że kręcą tylko scenę ślubu. Potem, gdy film został wydany, a widzowie rozpoznali miejsce, potępiono incydent. Film został zakazany, ale stał się ogromną reklamę w mediach. W rezultacie nabożeństwa w kościele zostały zawieszone do czasu przebudowy obiektu, a biskup unieważnił wszystkie ceremonie religijne (pogrzeby, chrzciny, wesela), które odbyły się tam po nakręceniu filmu, do czasu ich ponownego pobłogosławienia. Antagonistą filmu był Don Luca (Jean-Yves Le Castel), kapłan Kościoła. Jednak jego powołanie do Boga jest fałszywe i dlatego wykorzystuje niewinne grzeszące kobiety, którzy przychodzą do niego, aby się wyspowiadać. Dziewczęta zmuszone są do poddania się księdzu i stosunkom seksualnym jako formę odkupienia. W ten sposób mamy bardzo kontrowersyjny film, który bluźni Kościołowi katolickiemu, z tego samego kraju, w którym Watykan ma swoje najsilniejsze korzenie.
Salieri wziął udział w filmie dokumentalnym Gladiator: Reportaż na temat włoskiego kina hardcore (Gladiatori: Reportage sul cinema hard italiano, 2000). W nagrodzonym na festiwalu filmowym w Cannes Hot d’Or filmie Stavros (2000) przedstawił biografię Arystotelesa Onassisa. Był producentem pornoparodii Eduarda De Filippa Filomena Martusano (2003) w reż. Nicky Ranieri. W 2006 zrealizował produkcje gonzo dla Vengeance Entertainment.
W 2005 stworzył serię w trzech odcinkach zatytułowanych Salieri Football. Fabuła filmu opowiada o korupcji i masowym używaniu środków dopingujących w świecie profesjonalnej piłki nożnej, a kończy się wywiadem z włoskim piłkarzem i trenerem Carlo Petrini, byłym zawodnikiem Serie A. W 2009 Salieri przeniósł się do Budapesztu. W 2011 podpisał umowę dystrybucyjną 3D we Włoszech z Colmax.
Kiedy sprzeciwiano się temu, że jego kino jest maniakalne, Mario Salieri odpowiedział ironicznie: - „Największą perwersją jest zawsze uprawianie seksu z tą samą kobietą, zawsze w tym samym miejscu, w tych samych godzinach i w tych samych pozycjach. Oto prawdziwy maniak”.
W marcu 2016 w Turynie otrzymał nagrodę za całokształt twórczości.
30 sierpnia 2016 premierę miał film Vatigale o istnieniu loży masońskiej wewnątrz Watykanu z udziałem Francesco Malcoma, Pabla Ferrariego i Steve’a Holmesa w roli kardynała Hamiltona.
W marcu 2017 zrealizował remake porno filmu Vittoria De Siki z 1960 roku Matka i córka (La Ciociara) z Sophią Loren, zainspirowany powieścią Alberto Moravii, i wywołał gniew Emiliano Ciottiego, przewodniczącego stowarzyszenia ofiar marokańskich, co w konsekwencji doprowadziło do napisania listów oburzenia skierowanych do przewodniczącego Paola Gentiloniego.
W marcu 2018 na scenie teatru Totò w Neapolu wyreżyserował komedię Eduarda De Filippa Il cilindro, w pięciu aktach zrealizowanych we współpracy z Compagnia Teatrale “Sirena Partenope” i dla Idea Trade Tre. Jego ekranizacja komedii De Filippa Umarli nie boją się (I morti non fanno paura, 2019) była prezentowana na Narodowym Festiwalu Filmowym i Telewizyjnym w Benewencie. Komedię Filippa Mario Salieri zrealizował też w wersji scenicznej Czy umarli się boją? (I morti fanno paura?) w Teatro Bolívar w Neapolu.

„Styl reżysera i zestaw kodów, które go tworzą, nigdy nie mogą przeważać, ale raczej dostosowywać się do narracji i emocjonalnego zaangażowania. Nie interesuje mnie bycie rozpoznawalnym za styl, ale za treść moich prac. Kiedy zdałem sobie sprawę, być może z opóźnieniem, że ten styl często dominuje, radykalnie zmieniłem swój kierunek, używając techniki dokumentalnej, która odejmuje ujęcia i estetykę, ale przywraca siłę emocji. W „Band of Bastards” (2010) i „Hell’s Holiday: Una Vacanza all’Inferno” (2011) zmiana jest ewidentna i każdy, kto zidentyfikuje precyzyjne kody stylistyczne, będzie musiał zmienić zdanie.” (Mario Salieri)

Jego film Burlesque Show – La Commedia Della Vita (2020) został zrealizowany w stylistyce Tinta Brassa, a Mamma Roma (2020) z Pablem Ferrarim był swobodnie inspirowany arcydziełem Piera Paolo Pasoliniego Mamma Roma z 1962. W 2023 jego komedia erotyczna Boże Narodzenie w domu Varriale (2023) z Francesco Malcomem w roli brata komunisty była prezentowana w kinie The Space Cinema w Napolu.

## Styl
Styl jego filmów był często naśladowany przez innych reżyserów i producentów takich jak Dino Toscani czy Jenny Forte. Jego realizacje charakteryzowały się szczegółowym aspektem narracji. Inspiracją dla Salieriego stały się m.in.: Niemoralne opowieści Borowczyka (1974), Drakula (1992) Coppoli i Faust według Christophera Marlowe’a.
Fabuła jego filmów często osadzona jest w świecie neapolitańskiej zbrodni lub władzy. Są to neorealistyczne opowieści, które ukazują problemy społeczne lub przedstawiają wiarygodne fakty czy wiadomości kryminalne. Wszystko jest dobrze przemyślanym pretekstem do przygotowania gruntu, przy minimalnym napięciu i konnceptualizacji narracyjnej, dla gwałtownego wejścia do aktu seksualnego, wzbogaconego o różne implikacje psychologiczne, a czasem psychopatyczne. Co więcej, powracającym tematem jego opowieści są fizyczne lub moralne ograniczenia kobiet, zwykłych obiektów męskiej sadystycznej przyjemności, które w związku z tym prawie nigdy nie mają dobrowolnych doświadczeń seksualnych. Jeśli chodzi o podgatunki, które można znaleźć w jego rozległej pracy, obejmuje horror po dreszczowiec erotyczny, od tematyki kobiet w więzieniu po sceny sadomasochistyczne.

## Życie prywatne
Żona Mario Solieriego, Nicky Ranieri (była wcześniej aktorką porno w filmach Salieriego, występując pod pseudonimem Magdalena Lynn) zajmuje się reżyserią filmów porno. Zamieszkał w Rzymie i Pradze, ma troje dzieci.

## Nagrody i nominacje
| Rok  | Nagroda                                                                  | Kategoria                                             | Film                                               | Rezultat  |
| ---- | ------------------------------------------------------------------------ | ----------------------------------------------------- | -------------------------------------------------- | --------- |
| 1992 | Hot d’Or                                                                 | Najlepszy film zagraniczny                            | Orgies romaines (1991)                             | Wygrana   |
| 1993 | Hot d’Or                                                                 | Najlepszy film europejski                             | Arabika (1992)                                     | Wygrana   |
| 1993 | Ninfa                                                                    | Najlepszy film europejski                             | Adolescenza perversa/Viva Italia (1993)            | Wygrana   |
| 1993 | Ninfa                                                                    | Najlepszy reżyser europejski                          | Adolescenza perversa/Viva Italia (1993)            | Wygrana   |
| 1993 | Ninfa                                                                    | Najlepszy scenariusz                                  | Adolescenza perversa/Viva Italia (1993)            | Wygrana   |
| 1993 | Ninfa                                                                    | Najlepszy marketing                                   | Adolescenza perversa/Viva Italia (1993)            | Wygrana   |
| 1994 | Hot d’Or                                                                 | Najlepszy reżyser europejski                          | Adolescenza perversa/Viva Italia (1993)            | Nominacja |
| 1994 | Ninfa                                                                    | Najlepszy film europejski                             | Dracula (1994)                                     | Wygrana   |
| 1994 | Ninfa                                                                    | Nagroda specjalna krytyków                            | Dracula (1994)                                     | Wygrana   |
| 1995 | IV Premis Turia                                                          | Najlepszy film porno „kącik podglądu”                 | Dracula (1994)                                     | Wygrana   |
| 1995 | Impulses d’Or (Mediolan)                                                 | Najlepszy reżyser europejski                          | Eros i ekscesy (Eros e Tanatos, 1995)              | Wygrana   |
| 1995 | Ninfa                                                                    | Najlepszy film włoski                                 | Eros i ekscesy (Eros e Tanatos, 1995)              | Wygrana   |
| 1997 | VI Premis Turia                                                          | Najlepszy film porno „kącik podglądu”                 | CKP (1996)                                         | Wygrana   |
| 1997 | Venus Award                                                              | Najlepszy reżyser europejski                          | –                                                  | Wygrana   |
| 2000 | Festiwal w Zurychu                                                       | Najlepszy film                                        | Napoli (2000)                                      | Wygrana   |
| 2000 | Venus Award                                                              | Najlepszy film włoski                                 | Napoli (2000)                                      | Wygrana   |
| 2000 | Venus Award                                                              | Najlepszy film niemiecki                              | Napoli (2000)                                      | Wygrana   |
| 2000 | Hot d’Or                                                                 | Najlepszy film europejski                             | Inferno (L’Enfer, 1999)                            | Nominacja |
| 2000 | Ninfa                                                                    | Najlepszy film                                        | Stavros (1999)                                     | Wygrana   |
| 2001 | Hot d’Or                                                                 | Najlepszy film                                        | Stavros (1999)                                     | Wygrana   |
| 2001 | Ninfa                                                                    | Najlepszy reżyser                                     | Divina (2001)                                      | Wygrana   |
| 2001 | Ninfa                                                                    | Najlepszy scenarzysta                                 | Divina (2001)                                      | Wygrana   |
| 2001 | Venus Award                                                              | Najlepszy film europejski                             | Divina (2001)                                      | Wygrana   |
| 2001 | Venus Award                                                              | Nagroda krajowa: Najlepszy reżyser (Włochy)           | –                                                  | Wygrana   |
| 2002 | Venus Award                                                              | Najlepszy reżyser włoski                              | –                                                  | Wygrana   |
| 2003 | Venus Award                                                              | Najlepszy reżyser włoski                              | La Dolce vita (2002)                               | Wygrana   |
| 2003 | Venus Award                                                              | Najlepszy film włoski                                 | La Dolce vita (2002)                               | Wygrana   |
| 2003 | Ninfa                                                                    | Najlepszy film                                        | La Dolce vita (2002)                               | Wygrana   |
| 2003 | Ninfa                                                                    | Najlepszy reżyser                                     | La Dolce vita (2002)                               | Nominacja |
| 2003 | Ninfa                                                                    | Najlepszy scenariusz                                  | La Dolce vita (2002)                               | Wygrana   |
| 2004 | European-X-Award                                                         | Najlepszy film włoski                                 | La Dolce vita (2002)                               | Wygrana   |
| 2004 | European-X-Award                                                         | Najlepszy film włoski DVD                             | La Dolce vita (2002)                               | Nominacja |
| 2004 | European-X-Award                                                         | Najlepszy reżyser włoski                              | -                                                  | Wygrana   |
| 2004 | Venus Award                                                              | Najlepszy reżyser                                     | Penocchio (2002)                                   | Wygrana   |
| 2004 | Venus Award                                                              | Najlepszy film włoski                                 | Penocchio (2002)                                   | Wygrana   |
| 2005 | Ninfa                                                                    | Nagroda specjalna Jury                                | –                                                  | Wygrana   |
| 2005 | European-X-Award                                                         | Najlepszy włoski reżyser                              | –                                                  | Wygrana   |
| 2005 | European-X-Award                                                         | Najlepszy włoski film                                 | La Vita segreta di Jasmine (2005)                  | Wygrana   |
| 2005 | Erotixxx Award                                                           | Najlepszy reżyser międzynarodowy                      | –                                                  | Wygrana   |
| 2005 | EroticLine Award                                                         | Najlepszy niemiecki film                              | Hard Movie Project/Der Boss (2005)                 | Wygrana   |
| 2006 | Ninfa                                                                    | Najlepszy reżyser                                     | Salieri Football 1: Il vizio del presidente (2006) | Nominacja |
| 2006 | Venus Paris Fair / EuroEline Award                                       | Najlepszy reżyser (Włochy)                            | –                                                  | Wygrana   |
| 2007 | Ninfa                                                                    | Najlepszy reżyser                                     | La Viuda de la Camorra (2006)                      | Wygrana   |
| 2008 | Ninfa                                                                    | Nagroda za całokształt kariery (nagroda publiczności) | –                                                  | Wygrana   |
| 2008 | European X Award                                                         | Najlepszy reżyser (Włochy)                            | –                                                  | Wygrana   |
| 2015 | Italian Porn Award                                                       | Całokształt twórczości reżyserskiej                   | –                                                  | Wygrana   |
| 2024 | Nagroda na Festiwalu Filmowym w Queenstown                               | Najlepsza czarna komedia                              | Natale in casa Varriale (2023)                     | Wygrana   |
| 2024 | Nagroda na Festiwalu Filmowym w Queenstown                               | Wyróżnienie specjalne Jury                            | Natale in casa Varriale (2023)                     | Wygrana   |
| 2024 | Cameo Open Air Film Festival (Glasgow)                                   | Najlepszy scenariusz                                  | Natale in casa Varriale (2023)                     | Nominacja |
| 2024 | Festiwal Południowej Akademii Filmowej i Artystycznej w Rancagua (Chile) | Najlepszy reżyser                                     | La veggente di Casavatore (2024)                   | Wygrana   |
| 2024 | Festiwal Południowej Akademii Filmowej i Artystycznej w Rancagua (Chile) | Najlepszy serial internetowy                          | La veggente di Casavatore (2024)                   | Wygrana   |
| 2024 | Festiwal Południowej Akademii Filmowej i Artystycznej w Rancagua (Chile) | Najlepszy scenariusz                                  | La veggente di Casavatore (2024)                   | Wygrana   |
| 2024 | Festiwal Południowej Akademii Filmowej i Artystycznej w Rancagua (Chile) | Najlepsza produkcja                                   | La veggente di Casavatore (2024)                   | Wygrana   |
| 2025 | Nagroda na Festiwalu Filmowym Rohip w Karaikudi (Indie)                  | Najlepszy film europejski                             | La veggente di Casavatore (2024)                   | Wygrana   |
| 2025 | Doppio Senso Night Award                                                 | Najlepsza strona internetowa Salierixxx.com           | –                                                  | Nominacja |

## Filmografia
| Rok   | Tytuł                                                                                  |
| ----- | -------------------------------------------------------------------------------------- |
| 1986  | Wakacje w Capri (Capri Vacation)                                                       |
| 1989  | Inside Napoli                                                                          |
| 1991  | Discesa all'inferno                                                                    |
| 1991  | Napoli - Parigi, linea rovente 1-2                                                     |
| 1991  | Harem                                                                                  |
| 1991  | Rzymskie orgie (Viaggio nel tempo)                                                     |
| 1991  | Rzymski związek (Roma Connection)                                                      |
| 1991  | Roman Orgies - Italian Perversions                                                     |
| 1992  | Arabika                                                                                |
| 1992  | Wspomnienia życia (Tutta una vita)                                                     |
| 1992  | Kooncepcja 2 (Concept 2)                                                               |
| 1993  | Niech żyje Italia! (Viva Italia!)                                                      |
| 1993  | Tajemnica klasztoru (Mistero del convento/Geheimnis einer Nonne)                       |
| 1993  | Młodzieńcze perwersje (Adolescenza Perversa/Viva Italia 2!)                            |
| 1994  | Sceneggiata napoletana                                                                 |
| 1994  | Concetta Licata                                                                        |
| 1994  | Dracula                                                                                |
| 1995  | Eros i ekscesy (Eros e Tanatos)                                                        |
| 1995  | La clinica della vergogna                                                              |
| 1995  | C.K.P.                                                                                 |
| 1995  | Violences Italienne/La lunga notte della paura                                         |
| 1997  | 8mm                                                                                    |
| 1997  | Concetta Licata 3                                                                      |
| 1998  | Racconti dall'oltretomba                                                               |
| 1998  | Fuga dall'Albania                                                                      |
| 1999  | Il Gioco Della Gelosia                                                                 |
| 1999  | I racconti immorali                                                                    |
| 1999  | Stavros                                                                                |
| 1999  | Stavros 2                                                                              |
| 2000: | Inferno (Teufelsmacht)                                                                 |
| 2000: | Napoli                                                                                 |
| 2000: | Vi presento mia moglie                                                                 |
| 2001  | Il Mondo perverso delle miss                                                           |
| 2001  | Divina - Der Weg zum Ruhm                                                              |
| 2001  | Casino                                                                                 |
| 2002  | Faust                                                                                  |
| 2002  | Penocchio                                                                              |
| 2002  | Vi presento mia figlia                                                                 |
| 2003  | La Dolce vita                                                                          |
| 2003  | Dossier prostituzione                                                                  |
| 2004  | Lolita Connection                                                                      |
| 2005  | Airlines                                                                               |
| 2006  | Salieri Football 3 - Il tramonto di un sogno                                           |
| 2006  | La vedova della Camorra                                                                |
| 2008  | Bestia in Gabbia                                                                       |
| 2011  | Trama de Orgias                                                                        |
| 2011  | Band of Bastards (Il Ricatto del III Reich/Szantaż Trzeciej Rzeszy/Kompania bękartów ) |
| 2012  | Una vita in vendita                                                                    |
| 2013  | Świat w ogniu (Il mondo in fiamme)                                                     |
| 2016  | Vatigale                                                                               |
| 2017  | Matka i córka (La ciociara)                                                            |